# Cadeia do Aljube

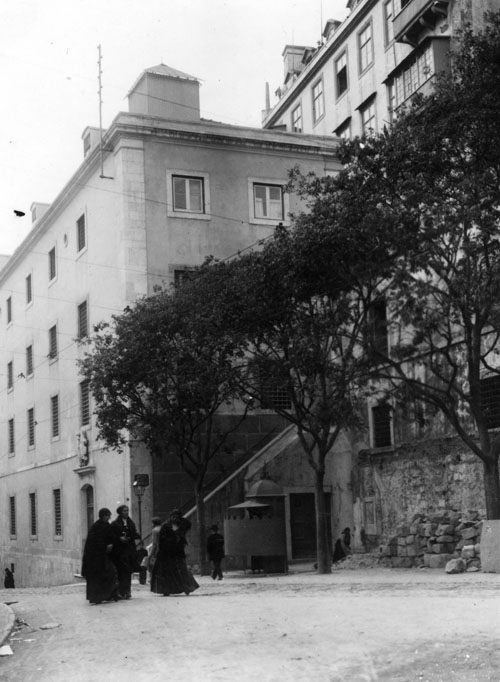
Cadeia do Aljube a inicios del.

La Cadeia do Aljube ("cárcel del aljibe") está situada en Lisboa, en la freguesia de Sé, fue un centro penitenciario que recibió presos del foro eclesiástico hasta 1820, mujeres acusadas de delitos comunes hasta finales de la década de 1920 y presos políticos del Estado Novo a partir de 1928 hasta su cierre en 1965. Fue posteriormente adaptado para presos de delito comunes y como instalación de los servicios del Ministerio de Justicia.

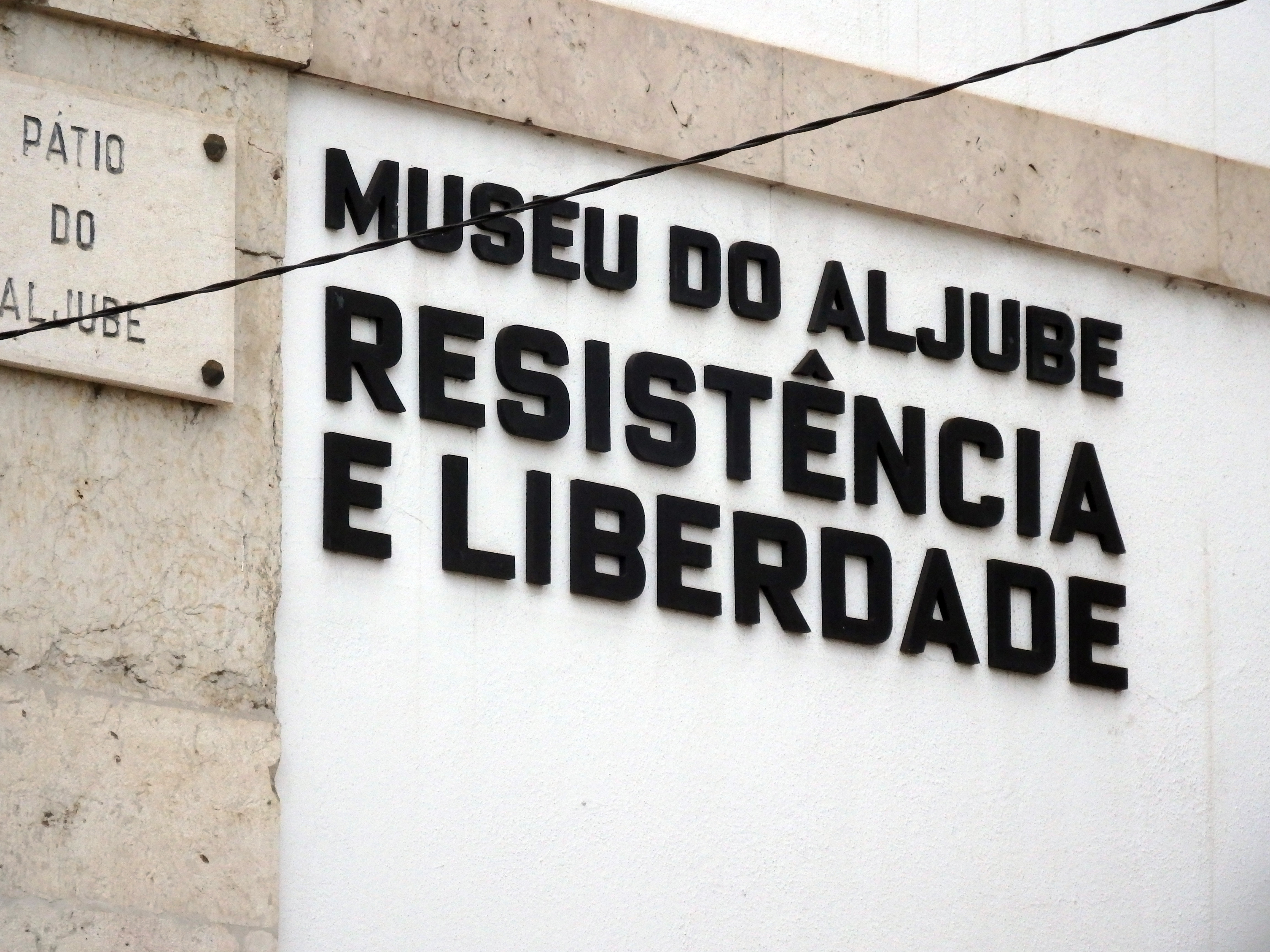
Señalización del museo.

El edificio alberga el Museo de Aljube - Resistencia y Libertad, inaugurado el 25 de abril de 2015, dedicado a la represión política y la lucha contra la dictadura de Salazar.